# Simulium unicornutum
Simulium unicornutum es una especie de insecto del género Simulium, familia Simuliidae, orden Diptera.

## Taxonomía
Fue descrita científicamente por Pomeroy, 1920.